# Scopaeus gracilis
Scopaeus gracilis – gatunek chrząszcza z rodziny kusakowatych i podrodziny żarlinków.
Gatunek ten został opisany w 1835 roku przez F. Sperka jako Xantholinus gracilis.
Chrząszcz o smukłym ciele długości od 3,5 do 3,7 mm. Ubarwienie ma jasno- do ciemnobrunatnego, z rdzawożółtymi czułkami, głaszczkami i odnóżami oraz zazwyczaj z jaśniejszymi tylnymi krawędziami tergitów i wierzchołkiem odwłoka. Duża głowa jest w zarysie okrągława, nierozszerzona ku tyłowi, wyposażona w małe oczy i smukłe czułki o członie przedostatnim znacznie dłuższym niż szerokim. Punktowanie wierzchu ciała jest gęste i bardzo delikatne.
Owad znany z Portugalii, Hiszpanii, Irlandii, Wielkiej Brytanii, Francji, Belgii, Holandii, Niemiec, Szwajcarii, Austrii, Włoch, Malty, Polski, Czech, Słowacji, Ukrainy, Słowenii, Chorwacji, Bośni i Hercegowiny, Serbii, Czarnogóry, Rumunii, Bułgarii, Albanii, Macedonii, Grecji, Rosji, Wysp Kanaryjskich, kontynentalnej Afryki Północnej, krainy etiopskiej, Cypru, Bliskiego Wschodu i wschodniej Palearktyki. Zasiedla żwirowate, kamieniste i piaszczyste pobrzeża wód płynących i stojących na terenach górskich i podgórskich. Bywa znoszony na tereny nizinne wraz z wodami popowodziowymi.